# Lampă cu LED

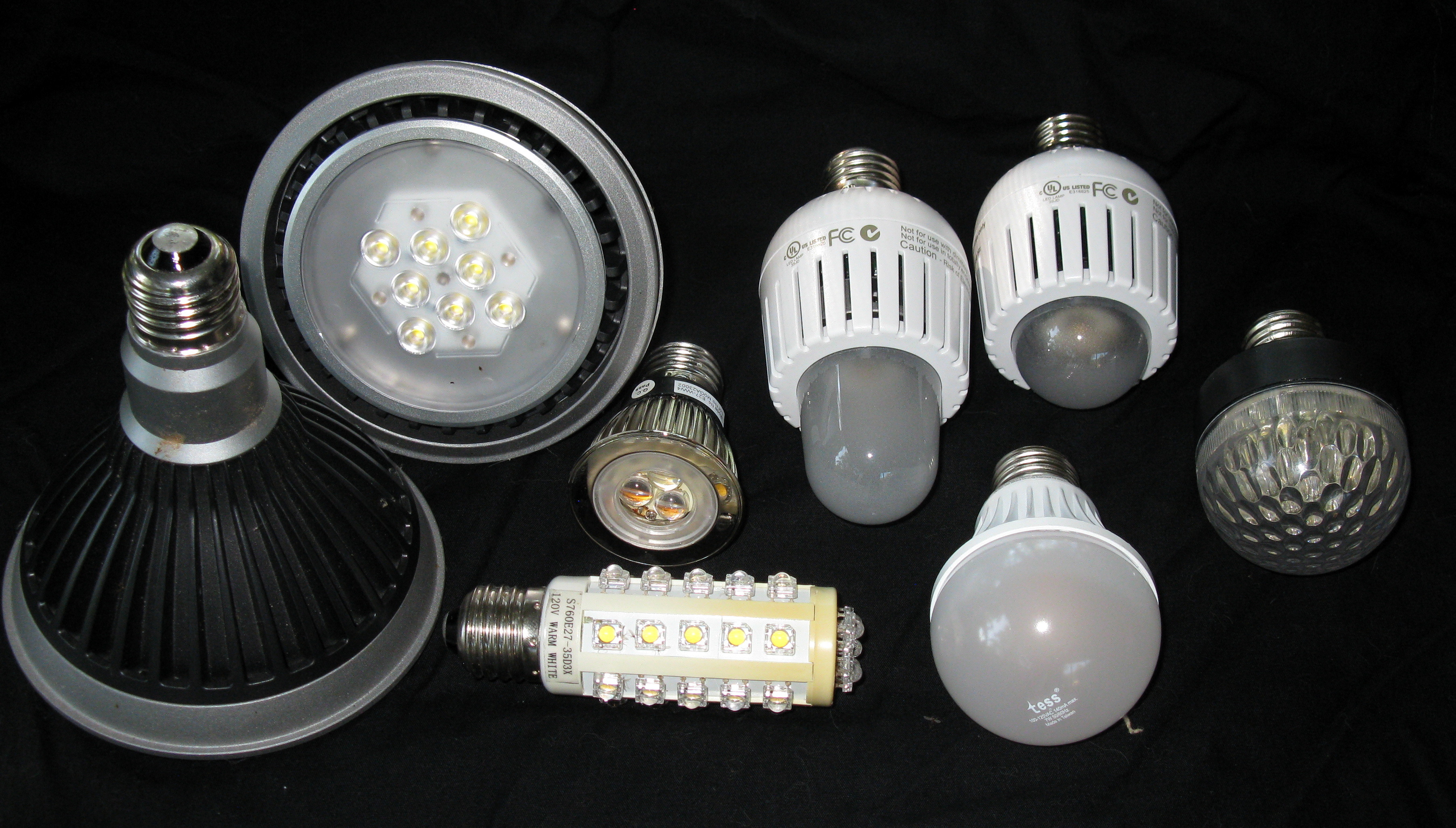
Exemple de LEDuri, care sunt folosite pentru lămpile cu LED

Lămpile cu LED (sau spoturi cu LED) sunt corpurile de iluminat special adaptate pentru reducerea consumului și pentru plasarea în anumite locuri, acolo unde nu pot fi plasate corpurile de iluminat obișnuite. Spoturile led acoperă soluțiile de iluminat pentru birouri, sedii de firme și spatii de lucru, de la asigurarea unui iluminat uniform pe toată suprafața (ceea ce determină costuri mari și disconfortul luminii care se reflectă de exemplu din ecranele calculatoarelor și laptopurilor) la iluminat orientat, concentrat și direcționat pentru eficiență maximă și confort în utilizare, lucru care poate fi asigurat în totalitate utilizând numai tehnologia de iluminat cu LED.
În timp ce un bec incandescent are 10% eficiență, convertind în lumină doar 10% din energia consumată, restul de 90% pierzându-se sub formă de căldură, sistemul de iluminat cu LED are o eficiență de peste 80%, convertind mai mult de 80% din energie în lumină, astfel că, practic, nu degajă aproape deloc căldură.